# Allobates grillisimilis
Espèce
Allobates grillisimilis est une espèce d'amphibiens de la famille des Aromobatidae.

## Répartition
Cette espèce est endémique de l'État d'Amazonas au Brésil. Elle se rencontre à la confluence des rio Madeira et rio Tapajós.

## Description
Allobates grillisimilis mesure de 12,8 à 16,0 mm.

## Publication originale
- Simões, Sturaro, Peloso & Lima, 2013 : A new diminutive species of Allobates Zimmermann and Zimmermann, 1988 (Anura, Aromobatidae) from the northwestern Rio Madeira—Rio Tapajós interfluve, Amazonas, Brazil. Zootaxa, no 3609, p. 251-273.